# Atıraw FK
Atıraw FK (Kazachs Атырау ФК) is een voetbalclub uit de Kazachse stad Atıraw.
De club in het uiterste westen van Kazachstan werd in 1980 officieel opgericht als FK Prikaspiets Goerjev (Russisch ФК Прикаспиец Гурьев); al eerder waren er in Goerjev - zoals de plaats aan de Kaspische Zee in de Sovjettijd heette - clubs actief, zoals FK Enbek Goerjev, in 1960 nog kampioen van de competitie van de Kazachse SSR, op dat moment het derde niveau in de USSR; in 1978 duikt voor het eerst de naam Prikaspiets op, maar in de oude Sovjet-Unie is de officiële oprichtingsdatum de datum waarop een club besloot op professionele basis verder te gaan. Sinds het jaar van oprichting wist de club nooit hoger te komen dan het vierde niveau van de USSR.
Ook in de eerste jaren van de onafhankelijke Kazachse competitie blijft de club - inmiddels in het Kazachs Prïkaspïec FK Atıraw (Kazachs Прикаспиец ФК Атырау) geheten, omdat de stad een nieuwe naam had gekregen - in de anonimiteit, tot de club rond het jaar 2000 ineens "ontdekt" wordt door de plaatselijke olie-industrie: de club bereikt onder de nieuwe naam Ak Jayıq Atıraw (Kazachs Ак Жайық Атырау) in 2000 de Pervoj-Liga en weet in 2001 zelfs te promoveren naar de Premjer-Liga. Ook daar gaat de opmars voort: reeds in het eerste jaar eindigt de club op de tweede plaats en wordt op die manier samen met Qayrat FK Almatı de eerste vertegenwoordiger van Kazachstan in de UEFA-cup, omdat de Kazachse voetbalbond in 2002 lid is geworden van de UEFA. In de jaren hierna blijft de club onafgebroken in de Premjer-Liga (hoewel ze in 2008 alleen maar aan degradatie kan ontsnappen doordat enkele andere clubs zich terugtrekken) en dwingt via de competitie nog eenmaal deelname aan de UEFA-cup en via het bekertoernooi eenmaal deelname aan de Europa League af.

## Erelijst
Beker van Kazachstan
Winnaar: 2009
- Supercup van Kazachstan

Finalist: 2010

## Historie in dePremjer-Liga
| Jaar | Competitie   | Prestatie                                                           | (Naam)               |
| ---- | ------------ | ------------------------------------------------------------------- | -------------------- |
| 1992 | Topdivisie   |                                                                     | Prïkaspïec FK Atıraw |
| 1993 | Topdivisie   |                                                                     |                      |
| 1994 | Topdivisie   |                                                                     |                      |
| 1995 | Topdivisie   |                                                                     |                      |
| 1996 | Topdivisie   |                                                                     |                      |
| 1997 | Topdivisie   |                                                                     |                      |
| 1998 | Topdivisie   |                                                                     |                      |
| 1999 | Topdivisie   |                                                                     |                      |
| 2000 | Topdivisie   |                                                                     | Ak Jayıq FK Atıraw   |
| 2001 | Topdivisie   | 2de plaats in de competitie                                         | Atıraw FK            |
| 2002 | Superliga    | 2de plaats in de voorronde, 2de plaats in de eindronde              |                      |
| 2003 | Superliga    | 4de plaats in de competitie                                         |                      |
| 2004 | Superliga    | 5de plaats in de competitie                                         |                      |
| 2005 | Superliga    | 10de plaats in de competitie                                        |                      |
| 2006 | Superliga    | 14de plaats in de competitie                                        |                      |
| 2007 | Superliga    | 14de plaats in de competitie                                        |                      |
| 2008 | Premjer-Liga | 15de plaats in de competitie                                        |                      |
| 2009 | Premjer-Liga | 6de plaats in de competitie                                         |                      |
| 2010 | Premjer-Liga | 6de plaats in de voorronde, 5de plaats in de kampioensgroep         |                      |
| 2011 | Premjer-Liga | 9de plaats in de voorronde, 10de (4de) plaats in de degradatiegroep |                      |
| 2012 | Premjer-Liga | 11de plaats in de competitie                                        |                      |
| 2013 | Premjer-Liga | 7e plaats in de voorronde, 2e plaats in de degradatiegroep          |                      |
| 2014 | Premjer-Liga | 10e plaats in de voorronde, 2e plaats in de degradatiegroep         |                      |
| 2015 | Premjer-Liga | 4e plaats in de voorronde, 5e plaats in de kampioensgroep           |                      |
| 2016 | Premjer-Liga | 7e plaats in de voorronde, 2e plaats in de degradatiegroep          |                      |
| 2017 | Premjer-Liga | 8e plaats                                                           |                      |
| 2018 | Premjer-Liga | 9e plaats                                                           |                      |
| 2019 | Premjer-Liga | 11e plaats en gedegradeerd                                          |                      |

## Naamsveranderingen
Alle naamswijzigingen van de club op een rijtje:
| Jaar (Datum) | Nieuwe naam (Russisch: Nederlandse transcriptie) (Kazachs: Qaydar-transcriptie) | Nieuwe Russische naam (t/m 1991) | Nieuwe Kazachse naam (vanaf 1992) |
| ------------ | ------------------------------------------------------------------------------- | -------------------------------- | --------------------------------- |
| 1980         | FK Prikaspiets Goerjev                                                          | ФК Прикаспиец Гурьев             |                                   |
| 1992         | Prïkaspïec FK Atıraw                                                            |                                  | Прикаспиец ФК Атырау              |
| 2000         | Ak Jayıq FK Atıraw                                                              |                                  | Ак Жайық ФК Атырау                |
| 2001         | Atıraw FK                                                                       |                                  | Атырау ФК                         |

## Atıraw FK in Europa
#Q = #kwalificatieronde, T/U = Thuis/Uit, W = Wedstrijd, PUC = punten UEFA coëfficiënten .
Uitslagen vanuit gezichtspunt Atıraw FK
| Seizoen                                                    | Competitie    | Ronde | Land               | Club              | Totaalscore | 1e W        | 2e W    | PUC |
| ---------------------------------------------------------- | ------------- | ----- | ------------------ | ----------------- | ----------- | ----------- | ------- | --- |
| 2002/03                                                    | UEFA Cup      | Q     | Vlag van Tsjechië  | FK Matador Púchov | 0-2         | 0-0 (T)     | 0-2 (U) | 0.5 |
| 2003/04                                                    | UEFA Cup      | Q     | Vlag van Bulgarije | Levski Sofia      | 1-6         | 1-4 (T)     | 0-2 (U) | 0.0 |
| 2010/11                                                    | Europa League | 2Q    | Vlag van Hongarije | Győri ETO FC      | 0-5         | 0-3 (r) (T) | 0-2 (U) | 0.0 |
| Totaal aantal behaalde punten voor UEFA coëfficiënten: 0.5 |               |       |                    |                   |             |             |         |     |

Zie ook
- Deelnemers UEFA-toernooien Kazachstan
- Ranglijst van alle clubs die in de diverse Europa Cups zijn uitgekomen

## Bekende (oud-)spelers
- Rinat Abdulin
- Kiran Bechan
- Sergej Chizjnitsjenko
- Sylvano Comvalius
- Viorel Frunză
- Roman Oezdenov

Aqtöbe ·
Astana ·
Atıraw ·
FC Elimai ·
Jeńis ·
Jetisu FK Taldıqorğan ·
Kairat ·
Oqjetpes FK Kökşetaw ·
Ordabası ·
Qaysar FK Qızılorda ·
Qyzyl-Jar ·
Tobyl ·
Turan FK ·
Ulıtaw FK Jezqazğan
Premjer-Liga · 
birinşi lïgası ·
Beker van Kazachstan · 
Supercup van Kazachstan

Kazachse deelnemers aan de AFC-toernooien · 
Kazachse deelnemers aan de UEFA-toernooien

Kazachse voetbalbond · 
Kazachs voetbalelftal